# Inga Bagge

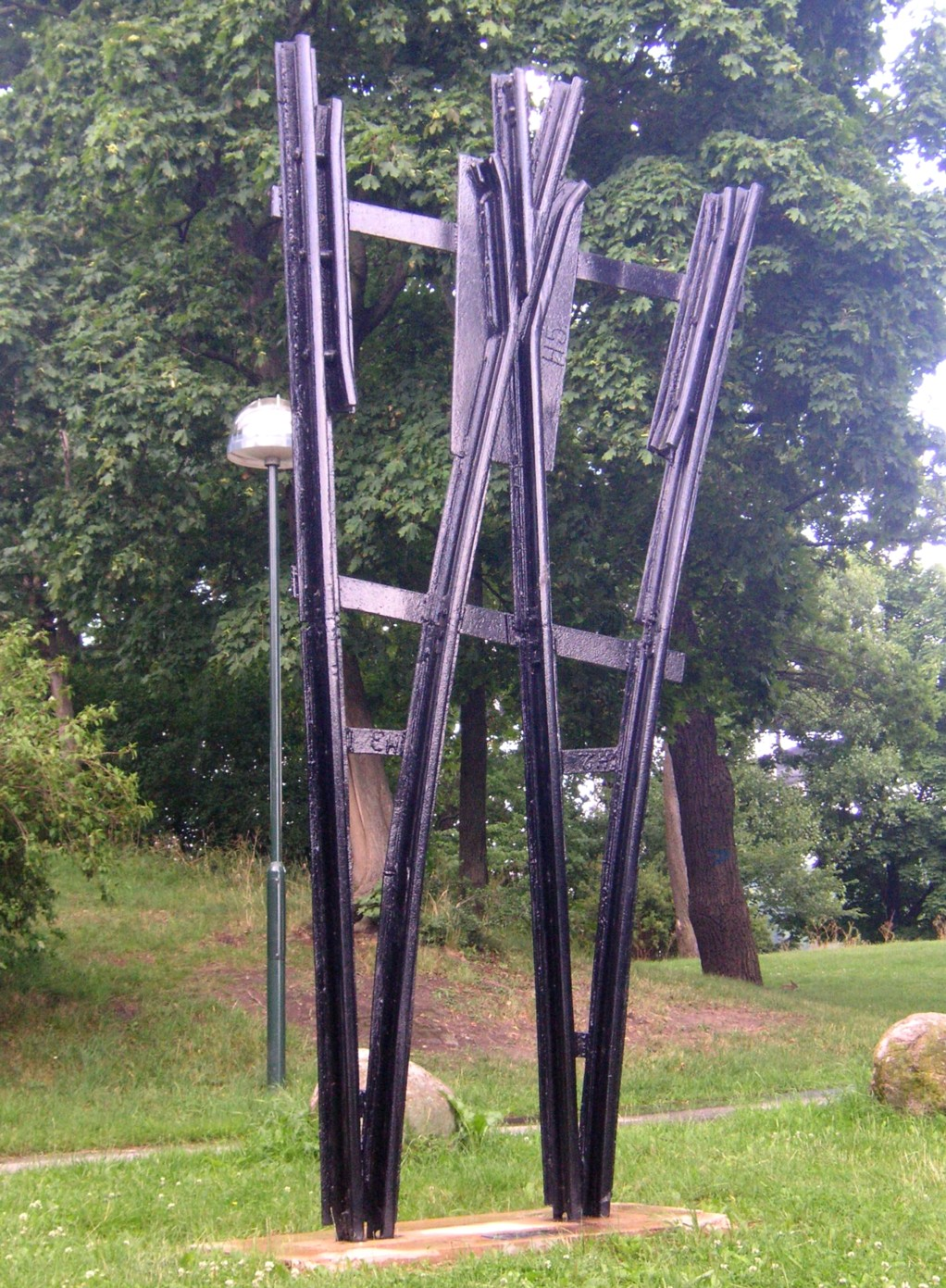
Smalspårig växel på Smedsudden i Stockholm

Inga Bagge, född 24 juli 1916 i Stockholm, död 3 maj 1988, var en svensk skulptör och målare.

## Liv och verk
Inga Bagge studerade vid Valands målarskola i Göteborg 1938, Otte Skölds målarskola 1939, Académie Libre i Stockholm 1948–1949 och Konstakademien i Stockholm 1950–1957, Statens Museum for Kunst i Köpenhamn och för Bror Hjorth.
Hon är representerad på bland andra Nationalmuseum i Stockholm, Moderna museet i Stockholm Göteborgs konstmuseum och Malmö Museum.
Kjartan Slettemark inspirerades på 1960-talet av Inga Bagge att flytta till, och börja arbeta i, Sverige.

## Offentliga verk i urval
- Tjäderspel (1966), målad brons och betong, för Lärarhögskolan i Malmö
- Formlek (1969), galvaniserat och målat stål, Vårbergs sjukhus i Stockholm
- Sinuskurvor (1974), plexiglasmobiler, Lidingö sjukhus
- vävd väggskulptur (1976), Sveriges Radio i Norrköping
- Fågel Fenix (1977), textilcollage, Kvarnbackaskolan i Kista
- målad teaterridå (1983), teatern i Gävle Folkets Park
- Smalspårig växel (1989), stål, Smedsudden i Stockholm.